# Im Na-yeon (cantora)
Im Na-yeon (em coreano: 임나연 (hangul)/林娜璉 (hanja); romaniz.: Im Na-yeon (Romanização revisada)/ Im Nayŏn McCune-Reischauer); nascida em Gangdong-gu, Seul, Coreia do Sul, em 22 de setembro de 1995), mais conhecida apenas como Nayeon (em coreano: 나연 (hangul)/ 娜璉 (hanja); romaniz.: Na-yeon (Romanização revisada)/ Nayŏn (McCune-Reischauer), é uma cantora, dançarina, modelo e compositora sul-coreana. Ela é mais conhecida por ser integrante do grupo feminino sul-coreano TWICE, tendo estreado nele em 2015 através da JYP Entertainment. Nayeon fez sua estreia solo com o álbum Im Nayeon em junho de 2022.

## Carreira

### Pré-estreia
Em 15 de setembro de 2010, Nayeon participou secretamente do 7th Open Audition da JYP Entertainment, juntando-se à agência como uma estagiária. Em 2012, ela realizou uma participação especial no segundo episódio da série de televisão Dream High 2. Em 2013, Nayeon foi escalada para estrear no recém-planejado grupo feminino da JYP, 6mix, porém o grupo nunca estreou.

### 2015:Sixteene Twice
Em 11 de fevereiro de 2015, J.Y. Park anunciou que a formação do novo grupo feminino da empresa, Twice, seria escolhido através do reality show Sixteen da Mnet. O programa se encerrou em 5 de maio, quando Nayeon foi anunciada como uma das nove vencedoras do programa, integrando o grupo Twice que estreou em 20 de outubro de 2015 com o lançamento do extended play The Story Begins, em conjunto do single "Like Ooh-Ahh". O grupo realizou uma apresentação ao vivo no mesmo dia, onde eles apresentaram todas as canções do EP. O videoclipe da canção atingiu 50 milhões de visualizações no YouTube nos cinco meses seguintes à sua estreia e tornou-se um dos videoclipes de estreia mais vistos de qualquer grupo de K-pop.

### 2017–presente: Crescente popularidade e estreia solo
Na pesquisa musical anual da Gallup Korea de 2017, Nayeon foi eleita a sexta idol mais popular da Coreia do Sul, à frente de todas as suas colegas de grupo. Na pesquisa de 2018, Nayeon foi novamente classificada em sexto lugar, recebendo 6,7% dos votos. Na pesquisa de 2019 ela ficou em quinto lugar, recebendo 8.2% de votos. No mesmo ano Nayeon foi eleita a oitava idol de Kpop mais popular entre os soldados participando do serviço militar obrigatório da Coreia do Sul.
Em 19 de maio de 2022, foi anunciado pela agência JYP Entertainment que a cantora faria sua estreia solo com o extended play chamado Im Nayeon em 24 de junho de 2022.

## Outros empreendimentos

### Endosso
Em 2011, Nayeon participou do comercial do videogame Just Dance 2 para o Wii ao lado da colega de empresa Jeongyeon.
No mesmo ano, Nayeon participou do comercial da marca coreana de produtos de beleza Teen Nature ao lado da colega de empresa Suzy. Posteriormente ela participou de outro comercial da marca, dessa vez ao lado de Jihyo.

### Moda
Em 2013 quando ainda era trainee, Nayeon participou da campanha publicitária da marca de roupas Smart School Uniform.
No mesmo ano, Nayeon participou do desfile de moda Seoul Fashion Week usando Miss Gee Collection, ao lado das colegas de empresa Jihyo e Jeongyeon.

## Discografia

### Extended plays(EPs)
| Título    | Detalhes do álbum | Vendas       | Melhores posições nas paradas |
| Título    | Detalhes do álbum | Vendas       | KOR                           |
| --------- | --- | ------------ | ----------------------------- |
| Im Nayeon | - Lançamento: 24 de junho de 2022 - Formatos: CD, download digital, streaming - Gravadora: JYP Entertainment, Republic Records | KOR: 547,102 | #1                            |
| Na        | - Lançamento: 14 de junho de 2024 - Formatos: CD, download digital, streaming - Gravadora: JYP Entertainment, Republic Records | KOR: 449,348 |                               |

### Singles
| Título | Ano  | Melhores posições nas paradas | Álbum     |
| Título | Ano  | KOR Gaon                      | Álbum     |
| ------ | ---- | ----------------------------- | --------- |
| "Pop!" | 2022 | 2                             | Im Nayeon |
| "ABCD" | 2024 | 95                            | Na        |

### Créditos de composição
Todos os créditos das canções são adaptados do banco de dados da Korea Music Copyright Association, salvo indicação em contrário.
| Ano  | Artista | Canção                            | Álbum                     | Letrista  | Letrista                                 | Compositor | Compositor                                    |
| Ano  | Artista | Canção                            | Álbum                     | Creditada | Com                                      | Creditada  | Com                                           |
| ---- | ------- | --------------------------------- | ------------------------- | --------- | ---------------------------------------- | ---------- | --------------------------------------------- |
| 2017 | Twice   | "24/7"                            | Twicetagram               | Yes       | Jihyo                                    | Não        | N/A                                           |
| 2019 | Twice   | Rainbow                           | Feel Special              | Yes       | —                                        | Não        | N/A                                           |
| 2019 | Twice   | "21:29"                           | Feel Special              | Yes       | Integrantes do Twice                     | Não        | N/A                                           |
| 2020 | Twice   | "Make Me Go"                      | More & More               | Yes       | —                                        | Não        | N/A                                           |
| 2020 | Twice   | "Depend on You"                   | Eyes Wide Open            | Yes       | —                                        | Não        | N/A                                           |
| 2021 | Twice   | "Baby Blue Love"                  | Taste of Love             | Yes       | —                                        | Não        | N/A                                           |
| 2021 | Twice   | "F.I.L.A. (Fall in Love Again)"   | Formula of Love: O+T=<3   | Yes       | —                                        | Não        | N/A                                           |
| 2022 | Twice   | "Celebrate"                       | Celebrate                 | Yes       | J. Y. Park, Integrantes do Twice, Co-sho | Não        | N/A                                           |
| 2022 | Nayeon  | "Love Countdown (Feat. Wonstein)" | Im Nayeon                 | Yes       | Wonstein                                 | Não        | N/A                                           |
| 2022 | Nayeon  | "All or Nothing"                  | Im Nayeon                 | Yes       | —                                        | Não        | N/A                                           |
| 2025 | Nayeon  | "MEEEEEE"                         | Adicionado à nenhum álbum | Yes       | Tayla Parx, Cleo Tighe                   | Yes        | Tayla Parx, Cleo Tighe, Roy Lenzo, TK Kayembe |

## Filmografia
Filmes
| Ano  | Título    | Personagem | Nota(s)                     | Ref.   |
| ---- | --------- | ---------- | --------------------------- | ------ |
| 2017 | Twiceland | ela mesma  | Filme documentário do Twice | [ 30 ] |

Televisão
| Ano  | Título         | Emissora      | Personagem | Nota(s)               |
| ---- | -------------- | ------------- | ---------- | --------------------- |
| 2012 | Dream High 2   | KBS           | Dançarina  | Participação especial |
| 2016 | Oh My God! Tip | Naver TV Cast | Ela mesma  | 4 episódios           |

| Ano                 | Título                            | Emissora    | Notas          | Ref    |
| ------------------- | --------------------------------- | ----------- | -------------- | ------ |
| 2015                | Sixteen                           | Mnet        | Competidora    |        |
| 2017                | Idol Star Athletics Championships | MBC         | Membro regular | [ 31 ] |
| 2018                | Kim Je-dong's Talk To You 2       | jTBC        | Episódio 7     | [ 32 ] |
| 2018                | Idol Star Athletics Championships | MBC         | Apresentadora  | [ 33 ] |
| 2019                | Idol Star Athletics Championships | MBC         | Apresentadora  |        |
| Dogs are Incredible | KBS2                              | Episódio 31 | [ 34 ]         |        |
| 2020                | Idol Star Athletics Championships | MBC         | Apresentadora  | [ 35 ] |
| 2020                | Yeri's Room                       |             | Episódio 2 e 3 | [ 36 ] |

## Videografia
| Aparições                      | Aparições | Aparições  |
| Canção                         | Ano       | Título     |
| ------------------------------ | --------- | ---------- |
| "You Can't Go"                 | 2011      | San E      |
| "No Love"                      | 2014      | Jun. K     |
| "Girls Girls Girls"            | 2014      | GOT7       |
| "다른 남자 말고 너 (Only You)" | 2015      | Miss A     |
| "Fire"                         | 2016      | J. Y. Park |
| "Your Wedding"                 | 2017      | Jun. K     |

### Álbum de fotos
| Título              | Ano  | Editora           | Ref. |
| ------------------- | ---- | ----------------- | ---- |
| "Yes, I am Nayeon." | 2025 | JYP Entertainment | —    |

## Prêmios e indicações
| Ano             | Prêmio                                  | Categoria                               | Trabalho nomeado | Resultado       |
| Reconhecimentos | Reconhecimentos                         | Reconhecimentos                         | Reconhecimentos  | Reconhecimentos |
| --------------- | --------------------------------------- | --------------------------------------- | ---------------- | --------------- |
| 2018            | TC Candler The Independent Critics List | World's 100 Most Handsome Faces of 2018 | ela mesma        | #82             |